# Fondation Anne-de-Gaulle
La Fondation Anne-de-Gaulle est une fondation française fondée en 1945 à l'initiative de Charles de Gaulle et son épouse Yvonne, née Vendroux, pour accueillir  des jeunes femmes handicapées mentales « sans ressources, bénéficiant des secours de l’assistance publique et de préférence provenant de familles éprouvées par la guerre ».

## Histoire
Reconnue d'utilité publique le 30 mai 1945, la fondation fut nommée le 13 août 1948 en l'honneur d'Anne de Gaulle, la fille de Charles et Yvonne de Gaulle, atteinte de trisomie 21 et morte quelques mois plus tôt († 1928-1948). Fruit d’une volonté familiale éclairée par la foi catholique de ses fondateurs, la Fondation Anne de Gaulle à l’époque fut une œuvre innovante et exemplaire en ce qu’elle permettait d’inaugurer d’autres réponses d’hébergement que celle des établissements asilaires. En 1947, le secrétaire général de l'association est Georges Pompidou. Les droits d'auteurs des ouvrages écrits par Charles de Gaulle sont intégralement reversés à la fondation.
La fondation est installée dans le château de Vertcœur, à Milon-la-Chapelle dans les Yvelines, sur un domaine de quinze hectares. Les fransicaines de Notre-Dame de la Compassion de la Deveze 15 Paulhenc en assurent la gestion au quotidien. Plus tard, en 1951, les Sœurs de Saint-Jacut-les-pins prendront le relais. Six sœurs et leur mère supérieure, Mère Marie-Ansèlme Rocher, s'occupent d'environ quarante résidantes. Yvonne de Gaulle s'est occupée personnellement d'étudier leur dossier jusqu'à sa mort. Depuis 1996,  la fondation est gérée par une association laïque bien que les sœurs de Saint-Jean assurent l'« accompagnement spirituel » des résidantes. 
Le 1er janvier 2011, la fondation intègre un nouvel établissement : le Foyer St Louis à Versailles, foyer d’accueil médicalisé (FAM) mixte.
En 2022, la Fondation obtient que l'aéroport Charles-de-Gaulle soit pendant une semaine, l'aéroport Anne de Gaulle. Son nom a été affiché sur le fronton de l'aéroport, du côté des terminaux 2A et 2B entre le lundi 5 et le 12 décembre 2022 .

## Présidence
- Yvonne de Gaulle : 1945-1979
- Élisabeth de Gaulle[5], épouse de Boissieu, sa fille : 1979-1988
- Annick de Gaulle, médecin, épouse d'Yves de Gaulle : 1988-2004
- Anne de Boissieu, épouse de Laroullière, petite-fille de la fondatrice : 2004-2011 puis vice-présidente
- Étienne Vendroux, neveu de la fondatrice : 2011-2014
- François Lemasson, trésorier de la fondation pendant 15 ans : 2014-2018
- Jean Vendroux, petit-neveu de la fondatrice, depuis 2019.